# Tanulmány a nőkről
A Tanulmány a nőkről 1967-ben bemutatott magyar filmvígjáték, melyet Keleti Márton rendezett. A főbb szerepekben Polónyi Gyöngyi, Bodrogi Gyula, Ruttkai Éva és Venczel Vera látható. A film főslágere, Fényes Szabolcs Szeretni bolondulásig című dala Latinovits Zoltán előadásában hangzik el.

## Cselekmény
Három különböző korú házaspár házassága megromlik a férjek hosszú hivatalos távolmaradásai miatt. Feleségük beadja a válókeresetet. Képviseletükkel a szép, fiatal kezdő ügyvédnőt, Képes Verát bízzák meg. A férjek mind beleszeretnek a leányba, akit végül ezért fegyelmileg egy évre eltiltanak hivatása gyakorlásától, a feleségek pedig elállnak válási szándékuktól.

## Szereplők
- Zsuzsa, Mádi felesége – Polónyi Gyöngyi
- Mádi Péter – Bodrogi Gyula
- Éva, Balogh felesége – Ruttkai Éva
- Balogh Sándor – Latinovits Zoltán
- Jolán, Gegucz felesége – Kiss Manyi
- Gegucz Bálint – Páger Antal
- Dr. Képes Vera ügyvéd – Venczel Vera
- Dénes, az író – Darvas Iván
- angol úr – Básti Lajos
- Borosnyai, ügyvéd – Várkonyi Zoltán
- a fegyelmi bizottság tagja – Benkő Gyula
- gépkocsivezető – Horváth Gyula
- a fegyelmi bizottság tagja – Velenczey István
- taxis – Körmendi János
- rendőr – Gyulay Károly
- a fegyelmi bizottság tagja (a stáblistán nem említve) – Csurka László

## Fordítás
- Ez a szócikk részben vagy egészben  a   Studiu despre femei című román Wikipédia-szócikk ezen változatának fordításán alapul.  Az eredeti cikk szerkesztőit annak laptörténete sorolja fel. Ez a jelzés csupán a megfogalmazás eredetét és a szerzői jogokat jelzi, nem szolgál a cikkben szereplő információk forrásmegjelöléseként.